# This Means War
This Means War – trzeci singel kanadyjskiego zespołu rockowego Nickelback z albumu Here and Now. Swoją premierę miał 14 lutego 2012, został wydany przez wytwórnię płytową, Roadrunner Records. Nagrania zrealizowano w Mountain View Studios w Vancouver.

## Pozycje na listach
| Notowania (2012)                  | Najwyższa pozycja |
| --------------------------------- | ----------------- |
| Kanada Active Rock                | 7                 |
| US Rock Digital Songs (Billboard) | 33                |
| US Rock Songs (Billboard)         | 18                |